# Jalladiampet
Jalladiampet è una suddivisione dell'India, classificata come census town, di 7.576 abitanti, situata nel distretto di Kanchipuram, nello stato federato del Tamil Nadu. In base al numero di abitanti la città rientra nella classe V (da 5.000 a 9.999 persone).

## Geografia fisica
La città è situata a 12° 55' 13 N e 80° 12' 29 E.

## Società

### Evoluzione demografica
Al censimento del 2001 la popolazione di Jalladiampet assommava a 7.576 persone, delle quali 3.874 maschi e 3.702 femmine. I bambini di età inferiore o uguale ai sei anni assommavano a 872, dei quali 457 maschi e 415 femmine. Infine, coloro che erano in grado di saper almeno leggere e scrivere erano 5.274, dei quali 2.981 maschi e 2.293 femmine.